# Lepidodactylus oligoporus
Lepidodactylus oligoporus är en ödleart som beskrevs av  Buden 2007. Lepidodactylus oligoporus ingår i släktet Lepidodactylus och familjen geckoödlor. Inga underarter finns listade i Catalogue of Life.